# Кочино Село
Кочино Село је насељено место града Јагодине у Поморавском округу. Према попису из 2011. било је 930 становника, док је на попису из 2022. године било 743 становника.
Овде се налазе Споменик природе Храст Коче Капетана, Запис Милунов храст (Кочино Село) и Запис Божин храст (Кочино Село).

## Етимологија
Насеље је добило име по чувеном јунаку Кочи Анђелковићу, који је рођен у њему. Други, неформални, назив села је Пањевац, како се звало до 1930их.

## Порекло становништва
Подаци датирају из 1930. године)
- Лазићи (45 к., Св. Никола), доселили се средином XVII века из околине Скопља.
- Купинићи (50 к., Св. Мина Мрата); доселили се кад и Лазићи из околине Скопља
- Влашковци (25 к., Св. Ђорђе и Ђурђевдан), доселили се кад и први досељеници из неког села у Тимочкој Крајини. Влашковци су пореклом Власи.
- Милосавци (15 к., Митровдан), дошли око 1770. године из тимочког краја. Има их у Ланишту и у Бачини.
- Стојковићи (10 к., Св. Јован); доселили из околине Гњилана.
- Крунићи (10 к., Св. Ђорђе и Ђурђевдан), дошли око 1800. године из Миливе. У Миливу су дошли са Косова.
- Милетићи (5 к., Св. Никола), дошли око 1810. године из параћинске околине.
- Јовановићи, Стојковићи, Милошевићи (6 к., Св. Лука и Марковдан); дошли око 1830. године из Опарића.
- Бојићи, Павловићи (15 к., Св. Никола); не зна се одакле су се доселили.

## Демографија
У насељу Кочино Село живи 785 пунолетних становника, а просечна старост становништва износи 42,1 година (42,5 код мушкараца и 41,8 код жена). У насељу има 286 домаћинстава, а просечан број чланова по домаћинству је 3,33.
Ово насеље је великим делом насељено Србима (према попису из 2002. године).
|  |

| Демографија | Демографија | Демографија |
| Година      | Становника  | Становника  |
| ----------- | ----------- | ----------- |
| 1948.       | 1.223       |             |
| 1953.       | 1.279       |             |
| 1961.       | 1.250       |             |
| 1971.       | 1.121       |             |
| 1981.       | 1.081       |             |
| 1991.       | 1.028       | 1.011       |
| 2002.       | 952         | 972         |
| 2022.       | 743         |             |

| Етнички састав према попису из 2002.‍ | Етнички састав према попису из 2002.‍ | Етнички састав према попису из 2002.‍ | Етнички састав према попису из 2002.‍ | Етнички састав према попису из 2002.‍ |
| ------------------------------------ | ------------------------------------ | ------------------------------------ | ------------------------------------ | ------------------------------------ |
|                                      |                                      |                                      |                                      |                                      |
| Срби                                 | Срби                                 |                                      | 945                                  | 99,26%                               |
| Хрвати                               | Хрвати                               |                                      | 1                                    | 0,10%                                |
| Украјинци                            | Украјинци                            |                                      | 1                                    | 0,10%                                |
| Југословени                          | Југословени                          |                                      | 1                                    | 0,10%                                |
| непознато                            | непознато                            |                                      | 2                                    | 0,21%                                |

| Година пописа     | 1948. | 1953. | 1961. | 1971. | 1981. | 1991. | 2002. |
| ----------------- | ----- | ----- | ----- | ----- | ----- | ----- | ----- |
| Број домаћинстава | 229   | 239   | 257   | 275   | 284   | 274   | 286   |

| Број чланова      | 1  | 2  | 3  | 4  | 5  | 6  | 7 | 8 | 9 | 10 и више | Просек |
| ----------------- | -- | -- | -- | -- | -- | -- | - | - | - | --------- | ------ |
| Број домаћинстава | 47 | 63 | 41 | 68 | 32 | 24 | 9 | 1 | 1 | 0         | 3,33   |

| Пол    | Укупно | Неожењен/Неудата | Ожењен/Удата | Удовац/Удовица | Разведен/Разведена | Непознато |
| ------ | ------ | ---------------- | ------------ | -------------- | ------------------ | --------- |
| Мушки  | 414    | 97               | 282          | 24             | 11                 | 0         |
| Женски | 402    | 55               | 281          | 57             | 6                  | 3         |
| УКУПНО | 816    | 152              | 563          | 81             | 17                 | 3         |

| Пол    | Укупно                    | Пољопривреда, лов и шумарство | Рибарство                            | Вађење руде и камена | Прерађивачка индустрија       |
| ------ | ------------------------- | ----------------------------- | ------------------------------------ | -------------------- | ----------------------------- |
| Мушки  | 251                       | 92                            | 0                                    | 1                    | 91                            |
| Женски | 115                       | 52                            | 0                                    | 1                    | 15                            |
| УКУПНО | 366                       | 144                           | 0                                    | 2                    | 106                           |
| Пол    | Производња и снабдевање   | Грађевинарство                | Трговина                             | Хотели и ресторани   | Саобраћај, складиштење и везе |
| Мушки  | 1                         | 14                            | 23                                   | 3                    | 8                             |
| Женски | 0                         | 2                             | 17                                   | 5                    | 1                             |
| УКУПНО | 1                         | 16                            | 40                                   | 8                    | 9                             |
| Пол    | Финансијско посредовање   | Некретнине                    | Државна управа и одбрана             | Образовање           | Здравствени и социјални рад   |
| Мушки  | 0                         | 1                             | 5                                    | 2                    | 2                             |
| Женски | 3                         | 0                             | 1                                    | 5                    | 11                            |
| УКУПНО | 3                         | 1                             | 6                                    | 7                    | 13                            |
| Пол    | Остале услужне активности | Приватна домаћинства          | Екстериторијалне организације и тела | Непознато            | Непознато                     |
| Мушки  | 1                         | 0                             | 0                                    | 7                    | 7                             |
| Женски | 1                         | 0                             | 0                                    | 1                    | 1                             |
| УКУПНО | 2                         | 0                             | 0                                    | 8                    | 8                             |

## Познате личности
- Коча Анђелковић